# 楊馨
楊馨（？—1786年），清朝官員，本籍直隸順天府大興縣。吏員出身。

## 生平
1785年，楊馨前往台灣擔任台灣府淡水廳竹塹巡檢，統轄今台北至彰化一帶之北中台灣軍政。翌年，他因為於林爽文民變中棄城潛逃，遭清朝政府革職處決。